# Fonnesbech
Fonnesbech was een Deens warenhuis aan de Østergade en Strøget in Kopenhagen .

## Geschiedenis
In 1847 richtte Anders Fonnesbech (1821-1887) een klein productiebedrijf op aan de Østergade 47 in Kopenhagen.
Het bedrijf groeide en breidde zich in de loop der jaren uit en uiteindelijk werden bijna alle panden op het plein tussen de Østergade en de Nikolaj Plads opgekocht. Fonnesbech ontwikkelde zich tot een elegant damesmodehuis en werd als iets exclusiever beschouwd dan de warenhuizen Illum en Magasin du Nord. In 1938 opende Fonnesbech een geheel nieuw en nog steeds bestaand warenhuisgebouw in, ontworpen door de architect Oscar Gundlach-Pedersen.
In de jaren 1950 en de jaren 1960 ondervond Fonnesbech, net als andere warenhuizen, toenemende concurrentie van de nieuwe grote winkelcentra in de buitenwijken. Het warenhuis Fonnesbech sloot in 1970 en het gebouw wordt anno 2022 onder meer gebruikt door de beurs van Kopenhagen.